# Plattbauchspinnen
Die Plattbauchspinnen (Gnaphosidae, Syn.: Drassodidae, Prodidomidae, Drassidae), manchmal auch Glattbauchspinnen genannt, bilden eine Familie innerhalb der Ordnung der Webspinnen. Die Arten der nahezu weltweit verbreiteten Familie zeichnen sich abgesehen von ihrer charakteristischen optischen Erscheinung durch ihre Jagdweise (s. Abschnitt „Jagdverhalten und Beutefang“) aus.

## Merkmale

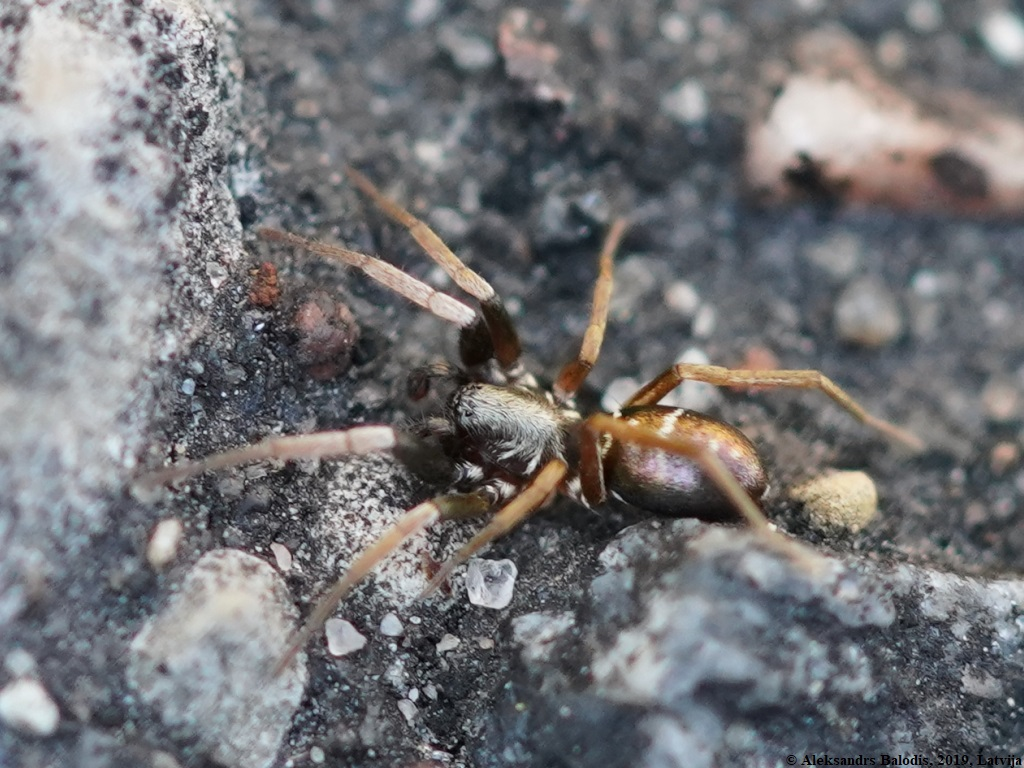
Männchen der Gewöhnlichen Schillerspinne (Micaria pulicaria), einer der auffälliger gefärbten Arten der Familie.

Die Plattbauchspinnen sind mit einer Körperlänge von zwei bis 18 Millimetern kleine bis mittelgroße Spinnen und weisen einen kräftige Körperbau auf. Ihr Körper ist abgeflacht und zumeist samtig behaart. Es gibt sowohl dunkle und kontrastarm gezeichnete, aber auch einige bunte Arten. Ein Beispiel dafür sind die Schillerspinnen (Micaria).

### Grundsätzlicher Körperbau

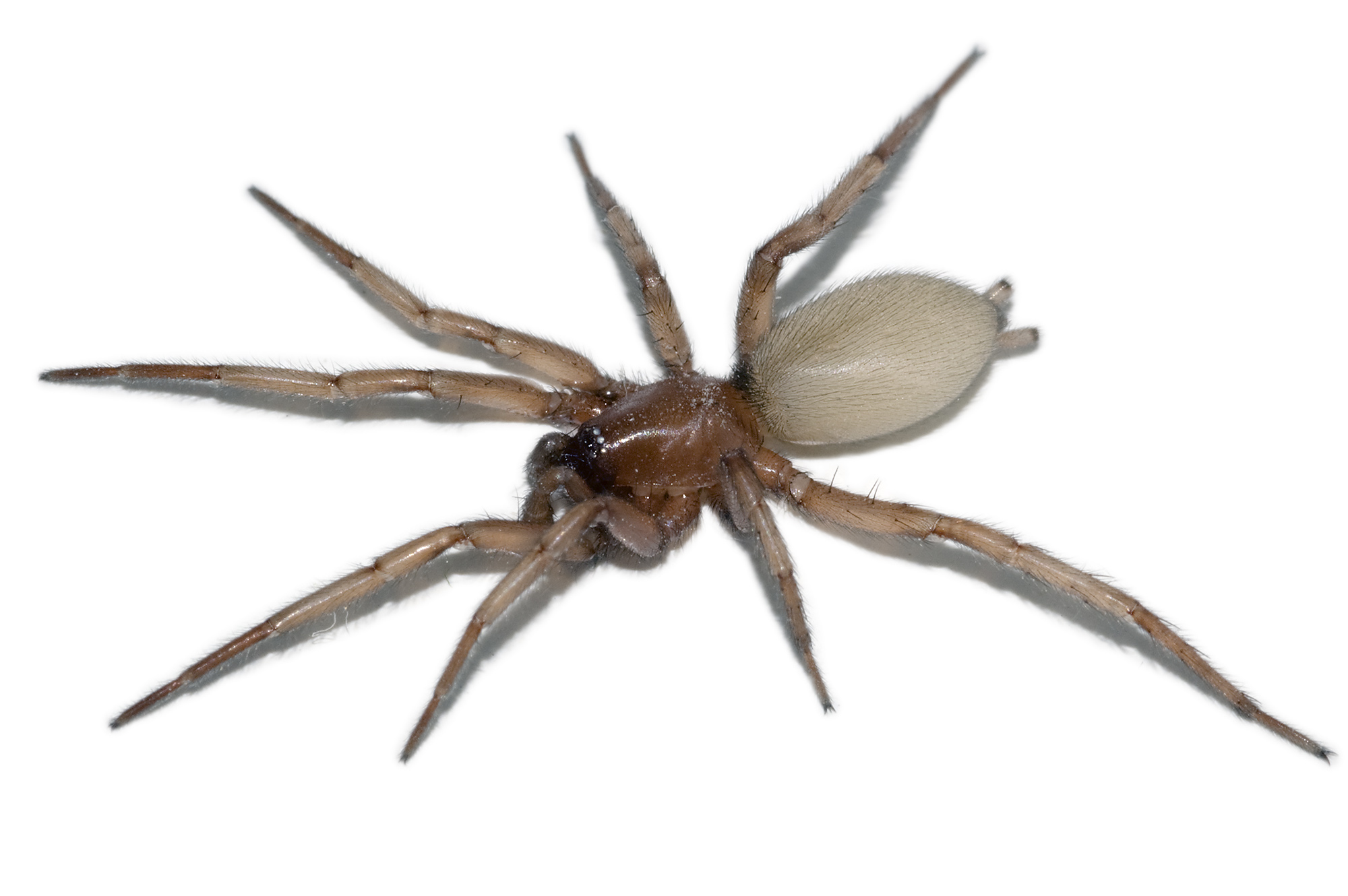
Weibliche Plattbauchspinne mit gut erkennbaren Körperbau einschließlich Petiolus

Der allgemeine Körperbau der Plattbauchspinnen gliedert sich wie bei allen Spinnen grundsätzlich in die zwei Körperregionen des Prosomas (Vorderköreprs) und des Opisthosomas (Hinterkörper), die beide durch das Petiolus verbunden werden. Mitunter können einzelne Merkmale der Körperregionen bei der Bestimmung der Arten helfen (insbesondere genitalmorphologische Merkmale).

#### Prosoma

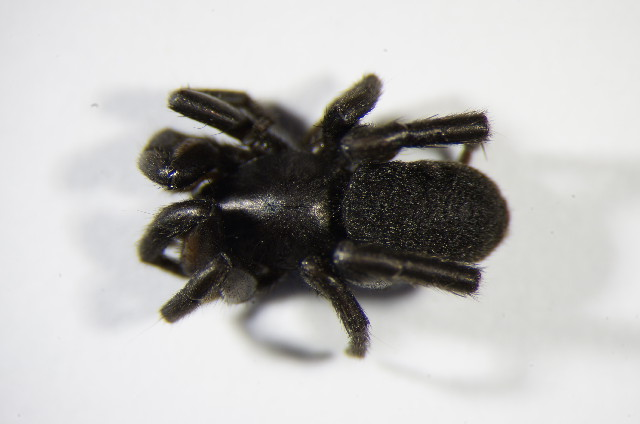
Präpariertes Weibchen der Offenland-Schwarzspinne (Zelotes petrensis) mit gutem Blick auf den Carapax

Der Carapax (Rückenschild des Prosomas, bzw. Vorderkörpers) ist bei den Plattbauchspinnen eiförmig, ziemlich niedrig und darüber hinaus glatt konvex. Viele Arten haben eine stark ausgeprägte Fovea (Apodem). Der Kopf ist nicht scharf von dem Rest des Prosomas abgesetzt.
Plattbauchspinnen verfügen wie die meisten Spinnen über acht Augen, die bei den Arten in dieser Familie nicht sehr leistungsfähig und in zwei Reihen aufgeteilt sind. Die hinteren medial angelegten Augen sind oft nicht rund, sondern oval, dreieckig oder auf Schlitze reduziert. Die Augen der Plattbauchspinnen weisen abgesehen von den vorderen und dunkleren Mittelaugen einen silbrigen Schimmer auf.
Die Cheliceren (Kieferklauen) der Plattbauchspinnen sind robust gebaut und überdies gezähnt. Auf der retromarginalen Seite kann bei einigen Arten auch eine sklerotisierte (verhärtete) Schicht vorhanden sein, die dann die Zähnung aufweist. Das Sternum (Brustschild des Prosomas) der Vertreter der Familie ist eiförmig und nach hinten verlängert.
Insbesondere die Krümmung der hinteren Augenreihe, die Gestalt des Labiums (Lippe) und die Zähnung der Cheliceren sind oftmals wichtige Merkmale, um einander ähnelnde Gattungen der Plattbauchspinnen voneinander zu unterscheiden.

#### Extremitäten

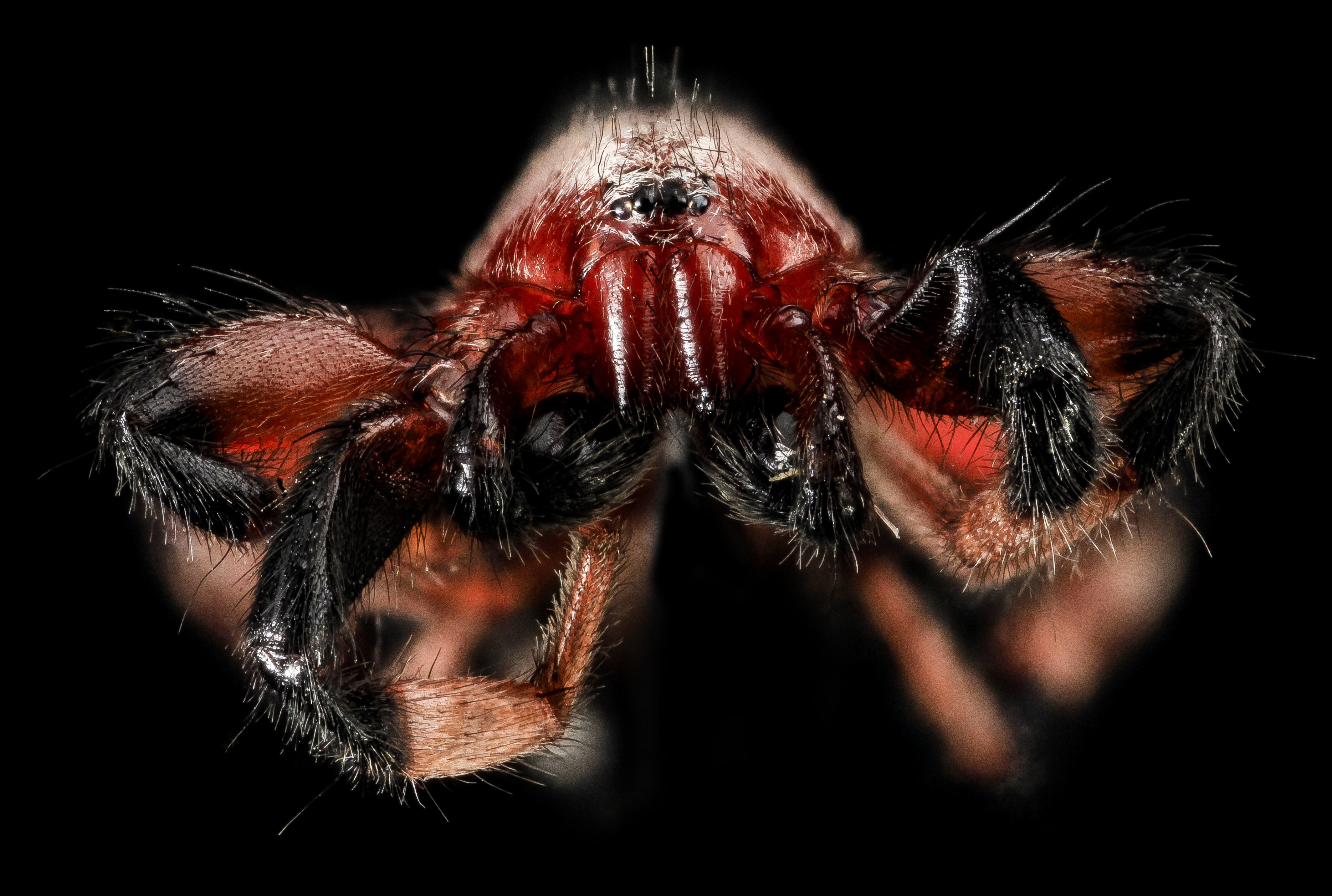
Frontale Detailaufnahme eines präparierten Männchens von Sergiolus capulatus mit gut sichtbarer Beinbehaarung.

Die Beine der Plattbauchspinnen sind stämmig gebaut und weisen allesamt die gleiche Länge auf und sind bei einigen Arten auf der Distal oder Proximalseite heller als der rest des Körpers gefärbt.
Ein charakteristisches Merkmal der Arten der Familie sind die zwei mit Haarbüscheln versehenen Klauen an den Tarsi (Fußglieder) und das Vorhandensein einer Scopula (Behaarung der Tarsen). Bei einigen Arten der Plattbauchspinnen gibt es kleine Bürsten mit mehr und weniger steifen Haaren, die dann auf der Distalseite der Metatarsen des vierten Beinpaares vorhanden sind.
Die Pedipalpen (umgewandelte Extremitäten im Kopfbereich) der Plattbauchspinnen sind mit kleinen Stacheln und einer fein gezahnten Klaue versehen.

#### Opisthosoma

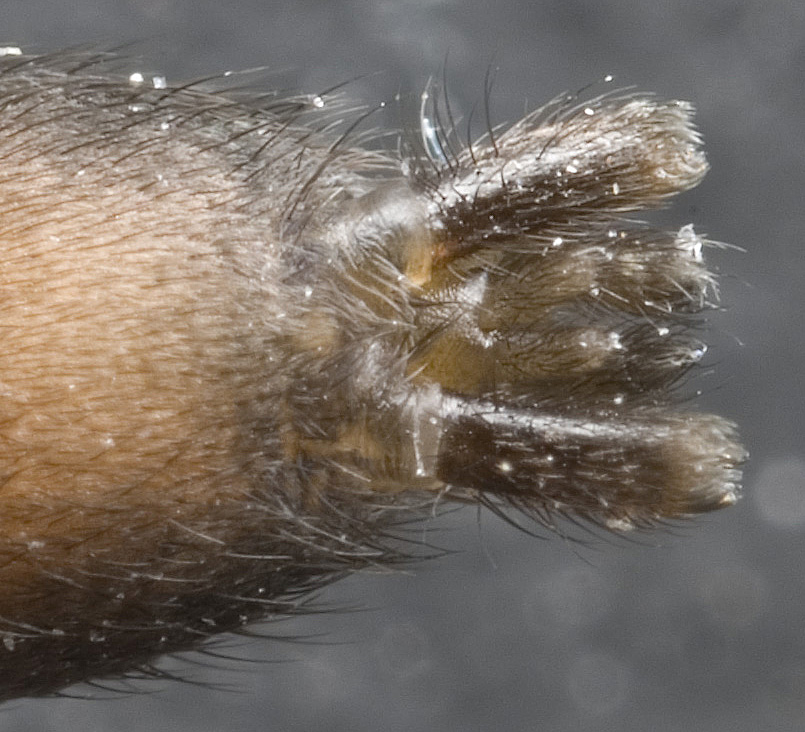
Spinnwarzen von Herpyllus ecclesiasticus

Das Opisthosoma (Hinterleib) der Plattbauchspinnen ist nicht selten mit einer kurzen und glatten Behaarung versehen. Bei einigen Arten sind noch zusätzlich gekrümmte Haare vorhanden, insbesondere am vorderen Rand dieses Körperabschnitts. Die Behaarung verleiht dem Opisthosoma zusammen mit dessen Silhouette dorsal betrachtet ein Aussehen, das an das einer Maus erinnert. Dies hat etwa auch der Gattung der Mausspinnen (Scotophaeus) ihren Trivialnamen eingebracht.
Ein Auffälliges Merkmal der Plattbauchspinnen sind die zylindrischen Spinnwarzen, die in Ruhelage entweder parallel zueinander angeordnet oder fingerartig und schräg auseinander gespreizt sind. Die in Ruhelage parallel aneinander angeordneten Spinnwarzen sind sehr beweglich. Der Spinnapparat der Plattbauchspinnen weist kein Cribellum - und ihre Hinterbeine somit auch kein Calamistrum - auf, was die Vertreter dieser Familie zu ecribellaten Spinnen werden lässt. Bei den meisten Arten verfügen die Männchen nahe der Spinnwarzen über ein Scutum (sklerotisierter, bzw. verhärteter Bereich).
Bei vielen Vertretern der Familie ist das Opisthosoma einheitlich in einer graubraunen oder schwärzlichen Färbung gehalten und weist keine Zeichenelemente auf. Bei anderen Vertretern sind jedoch auffällige oftmals weiße Muster von Flecken oder Linien vorhanden und wieder bei anderen Arten schillert das Opisthosoma, etwa durch Irisierung (Lichtbruch).

#### Geschlechtsorgane
Wie bei anderen Spinnen weisen auch einzelne Vertreter der Plattbauchspinnen artspezifische genitalmorphologische Merkmale auf, die bei einigen Gattungen der Familie die einzige sichere Möglichkeit zur Abgrenzung einzelner Arten dieser bildet. Folgende Merkmale weisen aber die Geschlechtsorgane aller Arten der Plattbauchspinnen auf:
Die Bulbi (männliche Geschlechtsorgane) der Plattbauchspinnen sind mit einer großen und je nach Art verschieden geformten Tibiaapophyse (chitinisierter Bereich) versehen, während die meist recht große Epigyne (weibliches Geschlechtsorgan) sklerotisierten Strukturen und Abschnitte aufweist.

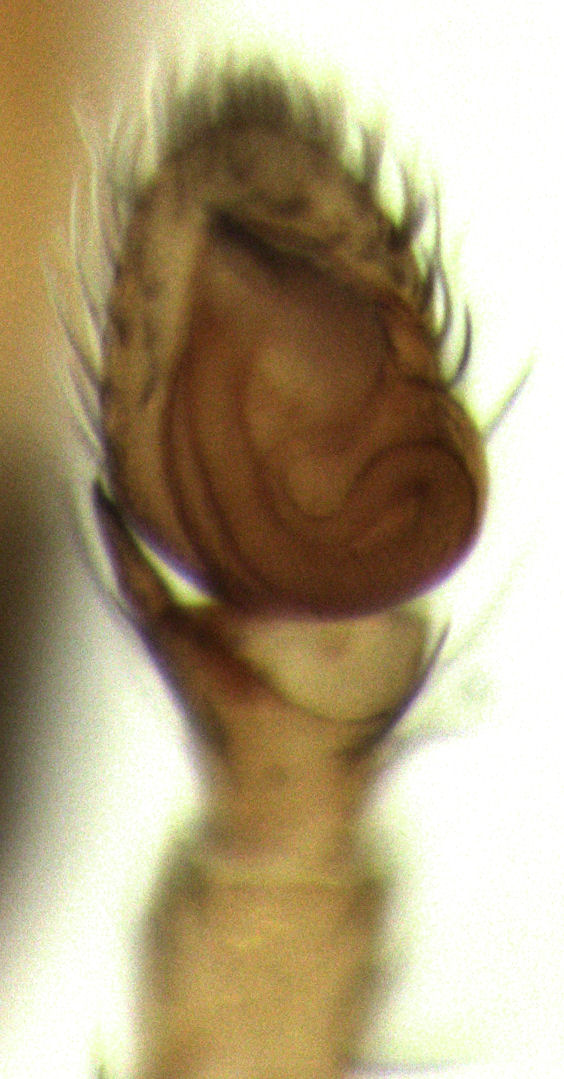
Bulbus von Nauhea tapa
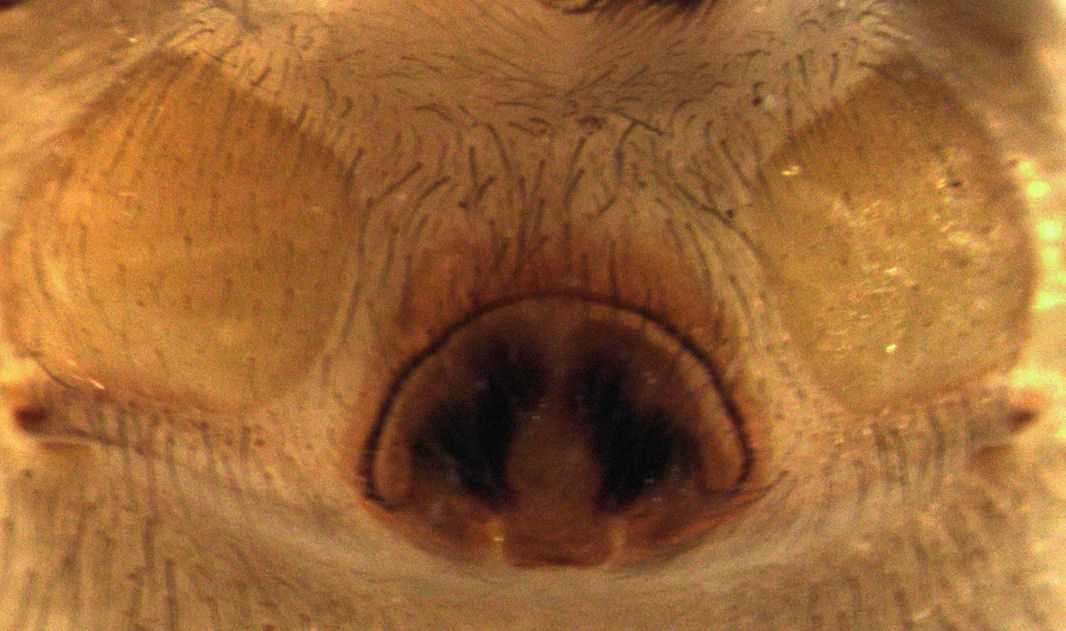
Epigyne von Hypodrassodes maoricus
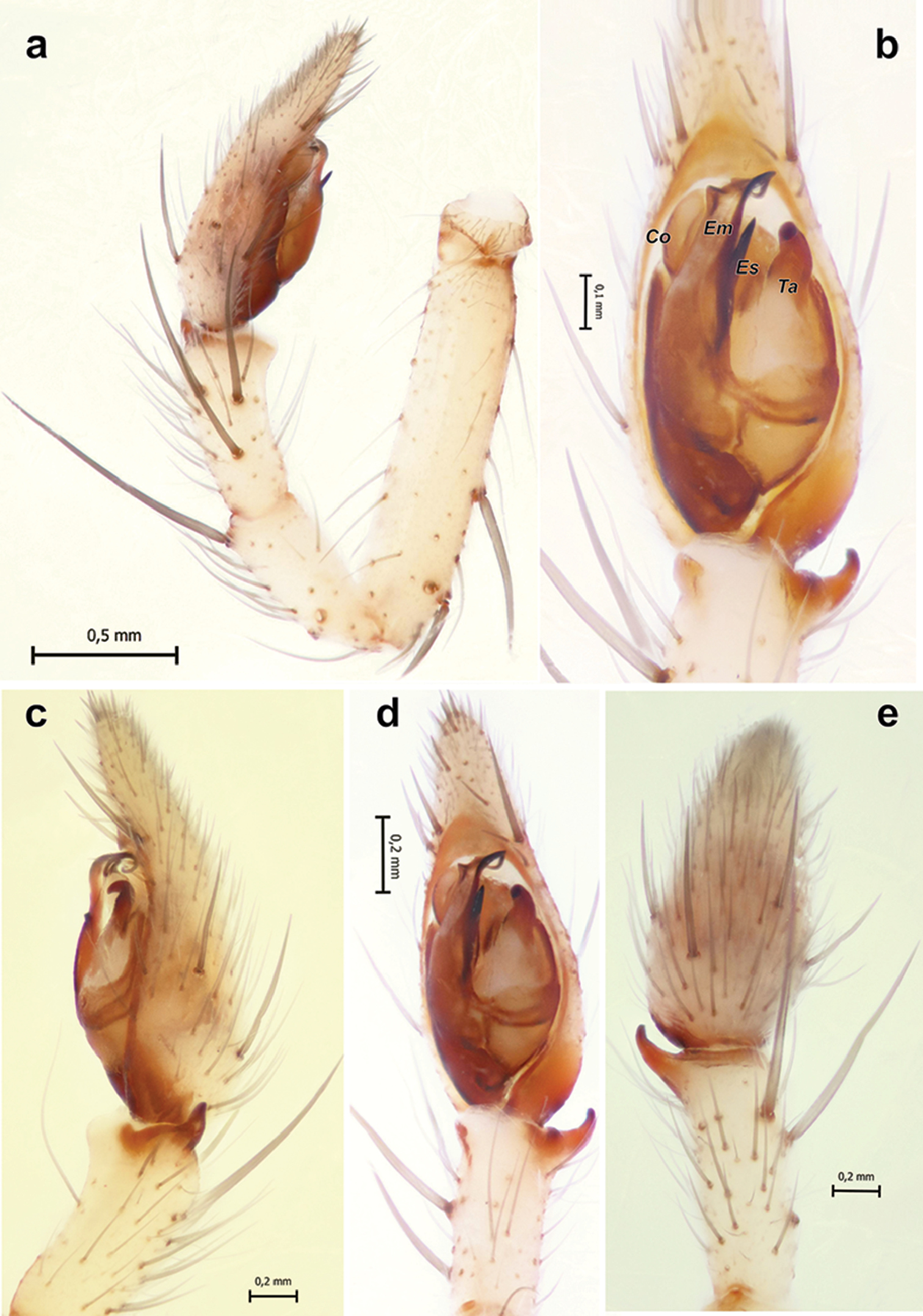
Verschiedene Ansichten eines Bulbus von Iranotricha lutensis
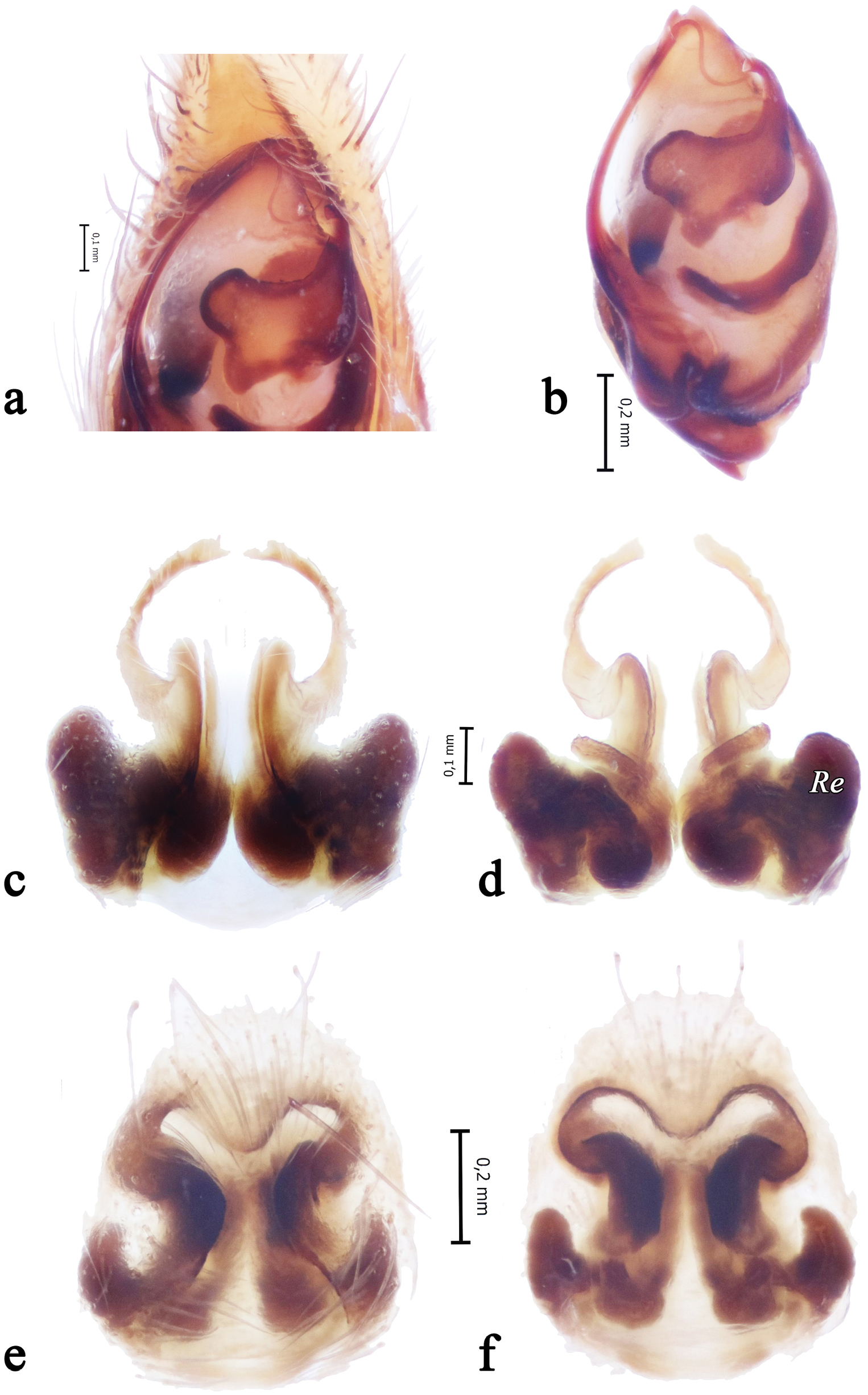
Detailaufnahmen der Bulbi von Pterotricha arabica (oben), der Epigyne von P. arabica (Mitte) sowie der Spermatheken (Samentaschen) von P. dalmasi (unten).

### Verwechslungen der Plattbauchspinnen mit Sackspinnen

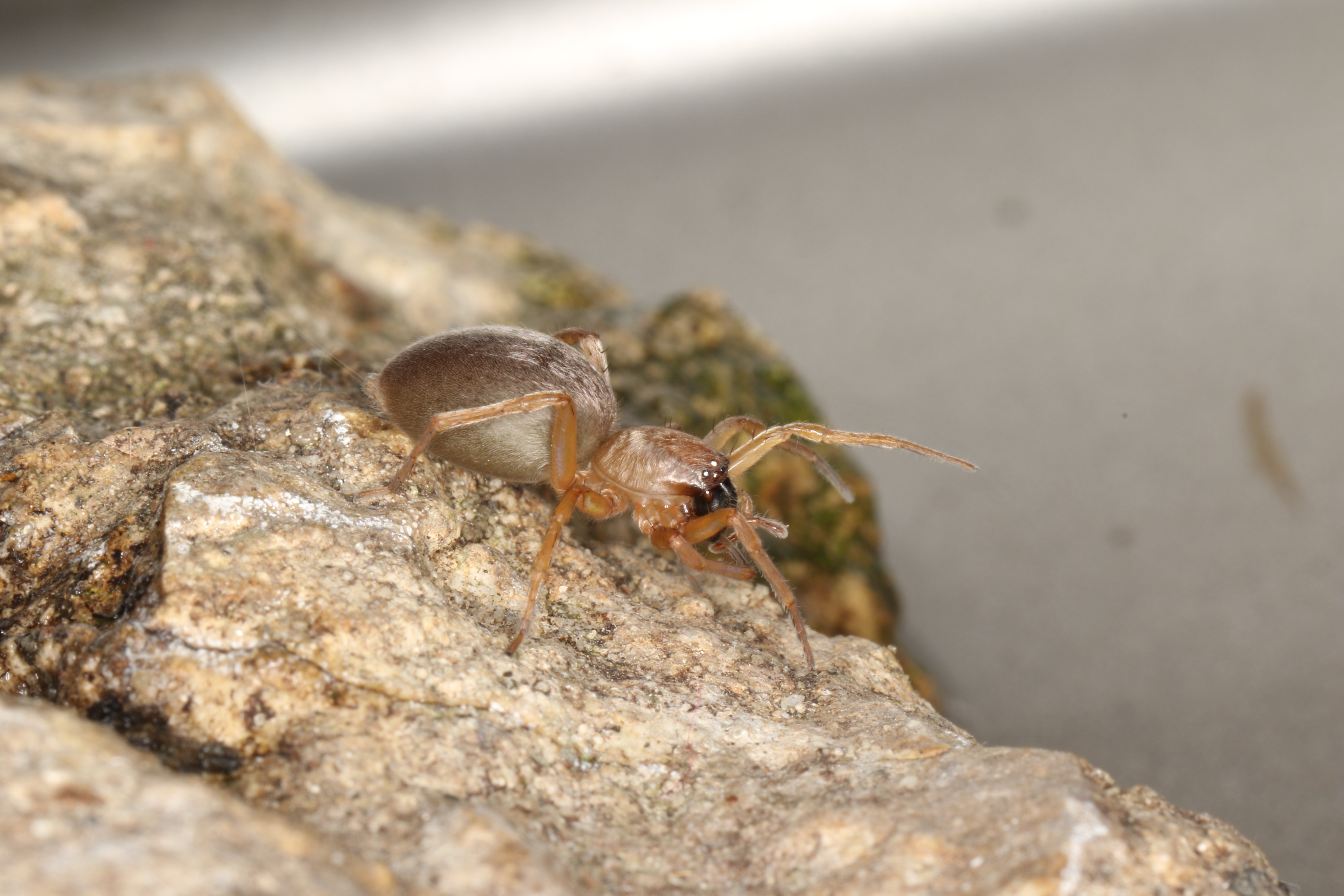
Weibchen der Blassen Sackspinne (Cluiona pallidula) aus der Familie der Sackspinnen (Clubionidae)

Einzelne Arten der Plattbauchspinnen können mit Vertretern der nah verwandten Familie der Sackspinnen (Clubionidae) verwechselt werden. Von diesen unterscheiden sich die Plattbauchspinnen allerdings durch die Form ihrer Hinteraugenden und insbesondere durch den Aufbau ihrer Spinnwarzen. Diese sind bei den Sackspinnen konisch nach hinten auslaufend geformt und nicht eingliedrig und zylindrisch bis etwas abgeflacht erscheinend.

## Verbreitung und Lebensräume

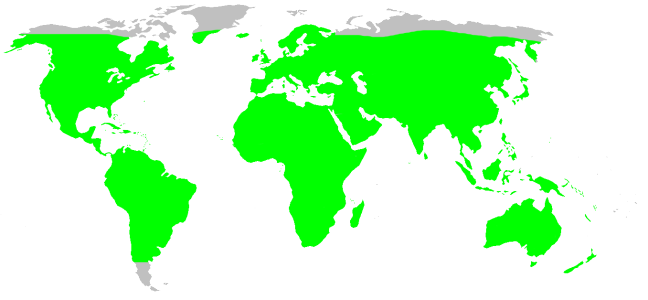
Verbreitungskarte der Glattbauchspinnen

Die Familie der Plattbauchspinnen ist nahezu weltweit verbreitet. Lediglich in der Arktis, der Antarktis und dem Süden Argentiniens sowie Chiles kommen keine Arten der Familie vor.

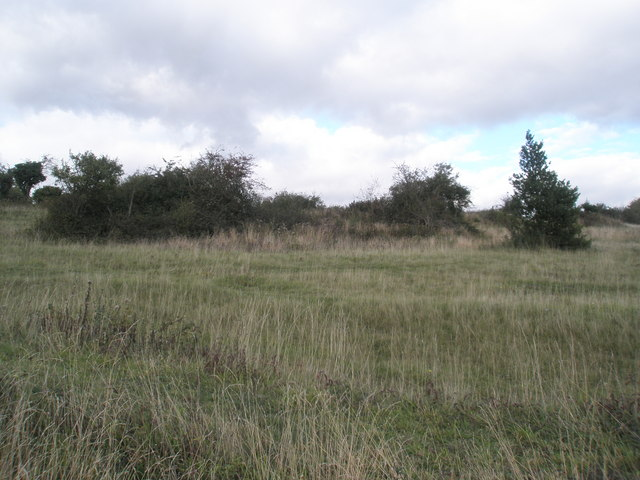
Trockene, warme und offene Lebensräume, etwa Kalkrasen, werden von vielen Plattbauchspinnen bewohnt.

Die bevorzugten Habitate der Plattbauchspinnen können je nach Art sehr unterschiedlich ausfallen. Die meisten Arten sind jedoch bodenbewohnend und bevorzugen trockene und warme sowie offene Lebensräume. Wieder andere sind teilweise oder sogar gänzlich synanthrop (menschliche Siedlungsbereiche bevorzugend), darunter etwa die Kleine Mausspinne (Scotophaeus blackwalli) in den nördlichen Teilen ihres Verbreitungsgebiets.

## Lebensweise
Die Vertreter der Plattbauchspinnen sind scheinbar abgesehen von den kontrastreicher gefärbten Arten vorwiegend nachtaktiv. Tagsüber halten sich diese Arten in röhrenförmigen Wohngespinsten unter Steinen oder Blättern auf. Die tagaktiven Arten tun dies dementsprechend in der Nacht. Fast alle Plattbauchspinnen können keine Sicherheits- und Orientierungsfäden herstellen.
Plattbauchspinnen orientieren sich  und analysieren ihre Umgebung mithilfe von taktilen Reizen. Dazu verfügen sie Trichobothrien (Tasthaare) auf den Beinen, die Luftbewegungen registrieren, während andere Sinnesorgane der Wahrnehmung von Bodenerschütterungen dienen. Der Sehsinn hingegen ist nicht von großer Bedeutung, auch nicht bei den tagaktiven Vertretern der Familie.
Einige Arten sind Kulturfolger. So kommt die Gewöhnliche Steinplattenspinne Drassodes lapidosus auch in Häusern vor. Sie ist paläartkisch verbreitet. Ansonsten kommt sie z. B. in Wäldern, Dünen, Trockenrasen und Mooren vor. Die Östliche Pfaffenspinne (Herpyllus ecclesiasticus) kommt im Osten der USA vor und kann auch gelegentlich in Häusern oder in der Nähe gefunden werden.  Scotophaeus scutulatus kommt häufig in Häusern vor. Auch die kleine Mausspinne (Scotophaeus blackwalli) lebt in Bäumen und Baumstümpfen, kommt aber auch in Wohnungen bzw. Keller vor. Sie ist in Europa heimisch und kommt durch menschlichen Einfluss auch in Süd- und Nordamerika vor. Die Vierpunkt-Mausspinne (Scotophaeus quadripunctatus) kommt in Höhlen vor, ist aber auch in menschlichen Gebäuden anzutreffen. Die Art Urozelotes rusticus, im deutschen als Hausplattbauchspinne bezeichnet ist ebenfalls ein Kulturfolger. Die Art kommt wahrscheinlich ursprünglich aus dem Bereich des Mittelmeeres. Sie wurde vom Menschen bis auf Australien überall auf der Welt verbreitet.

### Jagdverhalten und Beutefang

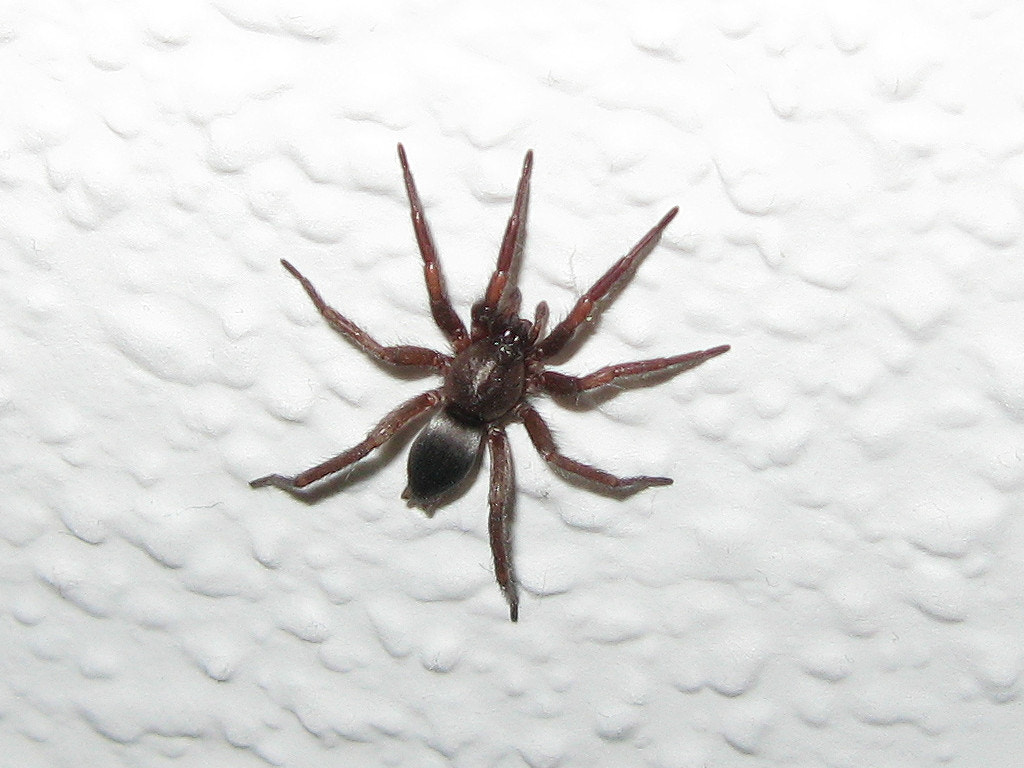
Plattbauchspinne bei Nacht auf der Suche nach Beutetieren

Die zur Familie der Plattbauchspinnen zählenden Arten legen wie viele Angehörige der Gruppe der Dionycha keine Fangnetze an, sondern jagen freilaufend als Hetzjäger. Die Jagd findet in der je nach Art variierenden Aktivitätszeit statt.

#### Jagdweisen

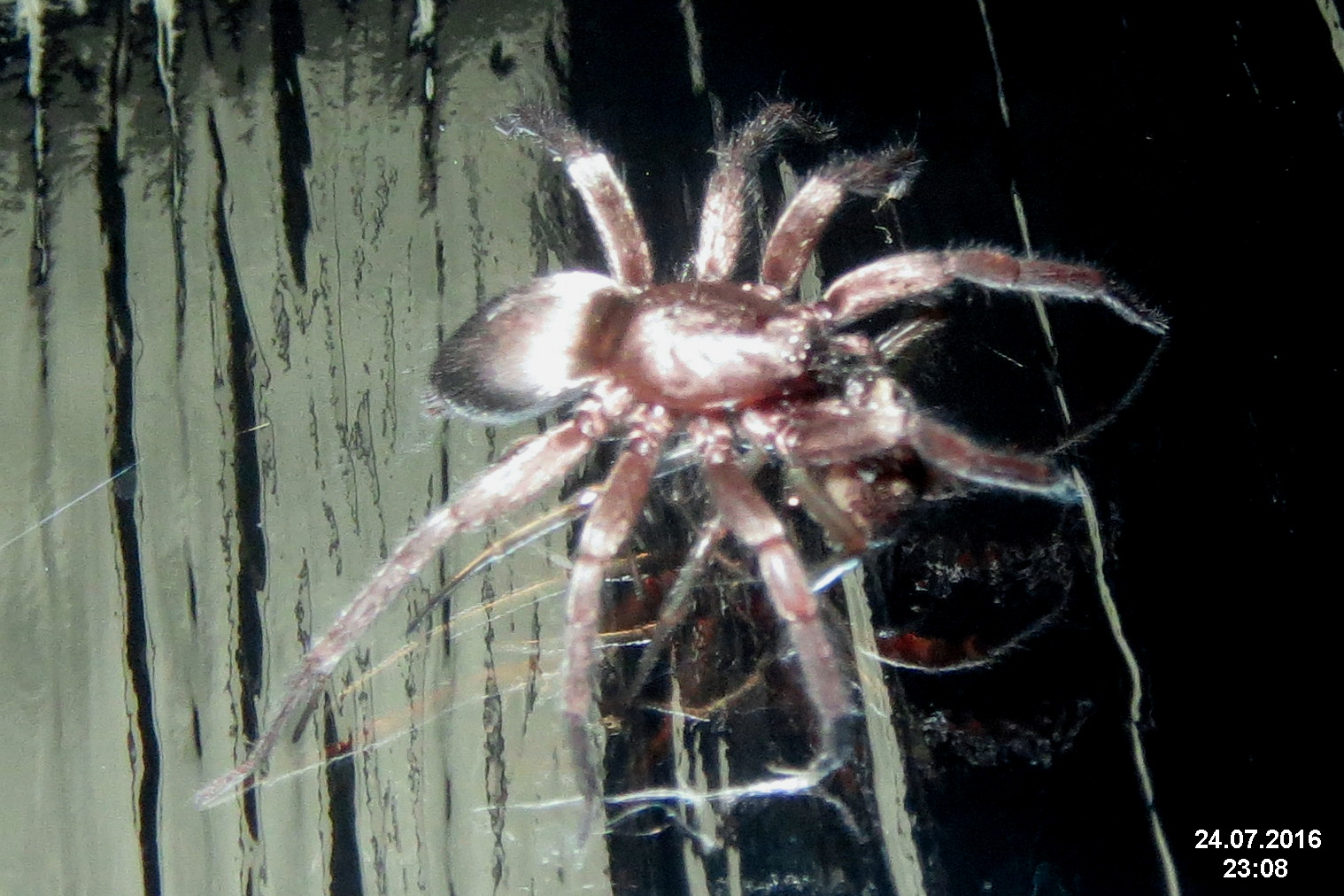
Kleine Mausspinne (Scotophaeus blackwalli) mit Beute

Die Plattbauchspinnen verfügen über unterschiedliche Jagdstrategien, abhängig von der Größe und Wehrhaftigkeit des jeweiligen Beutetiers. Diese werden wie die Umgebung durch die Trichobothrien und über Erschütterungen wahrgenommen.
Kleinere oder weniger wehrhafte Beutetiere werden mit den Beinen ergriffen und unmittelbar danach mit einem mithilfe der Cheliceren injizierten Giftbiss außer Gefecht gesetzt. Erweist sich ein Beutetier als zu groß oder wehrhaft für einen Direktangriff, wird dieses nach dem Anspringen von dem Jäger mit einem Spinnfaden, den die Spinne sowohl am Beutetier als auch am Untergrund befestigt, versehen. Die Spinne umläuft das Beutetier, wobei sie sich diesem immer wieder nähert und sich von ihm entfernt. Dabei produziert sie immer weitere Fäden, sodass das Beutetier sowohl an einer Flucht gehindert wird, als auch durch die eingeschränkte Bewegungsfreiheit keine ausreichende Gegenwehr leisten kann. Ist es ausreichend gesichert, wird es dann von der Spinne mit einem Giftbiss endgültig kampf- und fluchtunfähig gemacht und anschließend verzehrt.

#### Beutespektrum

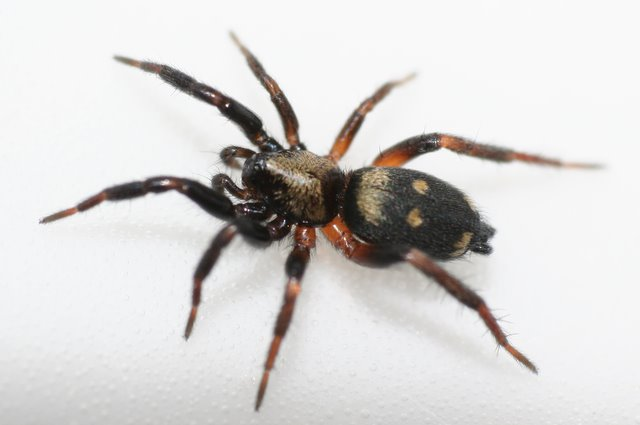
Der Gewöhnliche Ameisendieb (Callilepis nocturna) zählt zu den Nahrungsspezialisten der Familie; er erbeutet ausschließlich Ameisen.

Plattbauchspinnen können bedingt durch ihre effektive Fangmethode auch Beutetiere überwältigen, die die eigenen Körperdimensionen deutlich übertreffen. Viele Arten der Familie sind opportunistische Jäger und ernähren sich von beliebigen Gliederfüßern. Zu den Plattbauchspinnen zählen jedoch auch Nahrungsspezialisten, die sich auf das Erlegen bestimmter Beutetiere spezialisiert haben. Beispiele dafür sind die Vertreter der Gattung der Ameisendiebe (Callilepis) und  der Gattung Nomisia, deren Arten sich auf das Erbeuten von Ameisen spezialisiert haben.

### Lebenszyklus

Schematik einer weiblichen Plattbauchspinne bei der Kokonanfertigung und Eiablage sowie Besamung der Eier

Der Lebenszyklus der Plattbauchspinnen gliedert sich über mehrere Phasen und wird bei den in den gemäßigten Klimazonen der Erde vorkommenden Vertretern der Familie von den Jahreszeiten mitbestimmt. Wie bei anderen Spinnen, so fertigt auch bei den Plattbauchspinnen ein geschlechtsreifes Männchen zuerst ein Spermanetz an, um darauf Spermatophore (Spermienhaufen) abzugeben. Diese werden dann über die Bulbi aufgenommen, ehe sich das Männchen auf die Suche nach einem Weibchen begibt. Bei einigen Plattbauchspinnen fertigt das Männchen seinen Unterschlupf unmittelbar neben dem eines Weibchens an und betritt von dort den des Weibchens vor der Paarung.
Das Paarungsverhalten der Plattbauchspinnen ist weitestgehend unerforscht. Ausnahmen sind der Gewöhnliche Ameisendieb (Callilepis nocturna), die Gewöhnliche Steinplattenspinne (Drassodes ladiopus), die Nachtplattbauchspinne (Gnaphosa lucifuga), die Steifbein-Schillerspinne (Micaria micans) und die Gewöhnliche Schwarzspinne (Zelotes substerraneus). Die Paarung erfolgt in der für freilaufend jagende Echte Webspinnen (Araneomorphae) üblichen Position III, bei der das Männchen das Weibchen frontal besteigt, sodass beide Geschlechtspartner jeweils in die entgegengesetzte Richtung blicken. Nun führt das Männchen je nach Art mit oder ohne Abwechslung in die Epigyne des Weibchens ein, wodurch die eigentliche Spermienübertragung stattfindet.
Bei den meisten Arten bewacht das Weibchen seinen meist papierartigen Eikokon bis zum Schlupf der Nachkommen versteckt in dessen Wohngespinst oder in kleinen Löchern, z. B. Baumstämmen oder Steinen. Eine Brutpflege findet bei den Plattbauchspinnen jedoch nicht statt. Die geschlüpften Jungtiere wachsen wie bei Spinnen üblich selbstständig heran und überwintern bei den in den gemäßigten Klimazonen vorkommenden Arten, ehe sie im Spätfrühling oder Sommer des Folgejahrs die Geschlechtsreife erlangen. Die Lebenserwartung von Plattbauchspinnen wird auf zwei Jahre oder länger vermutet.

## Systematik

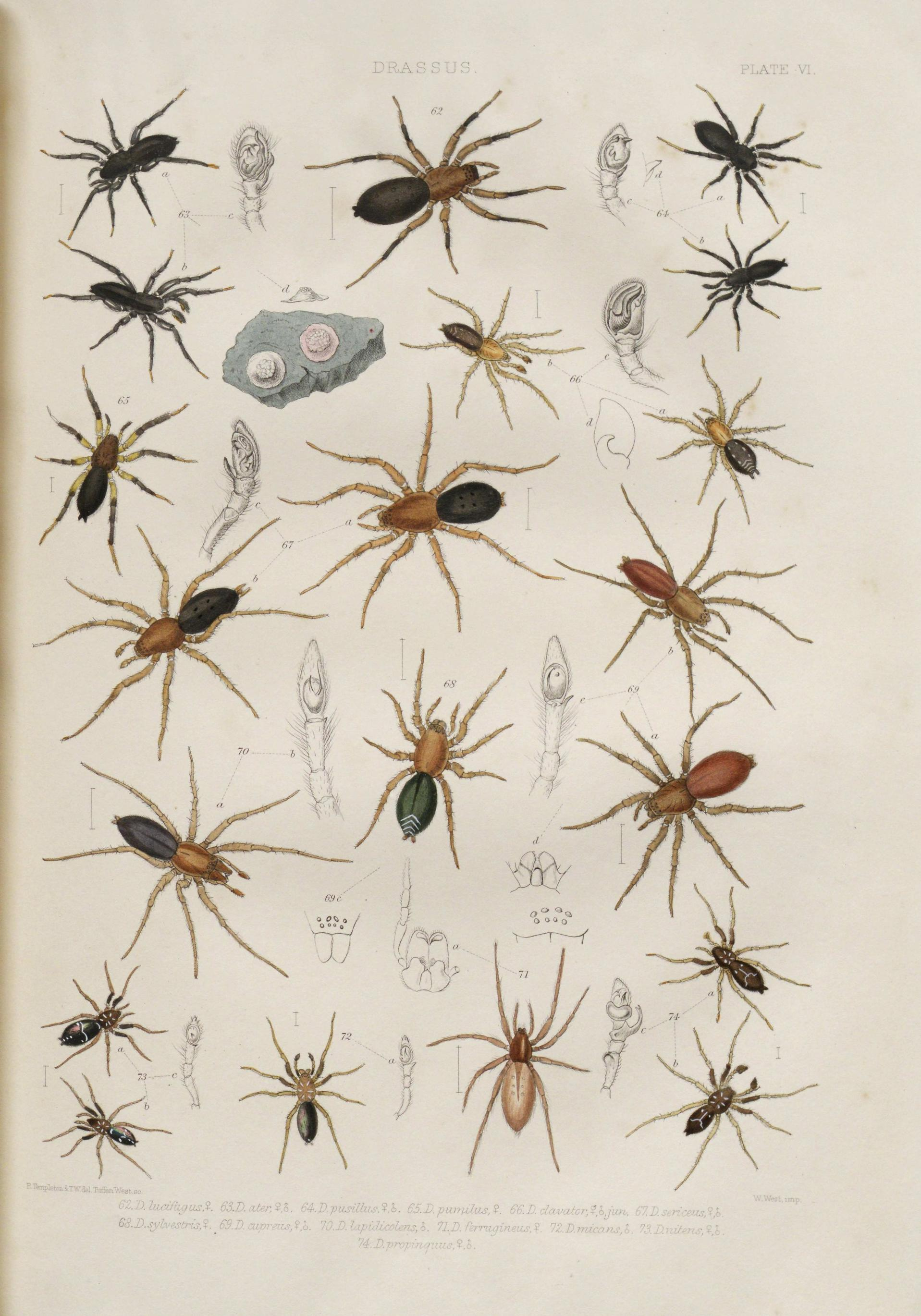
Ausschnitt aus A History of the Spiders of Great Britain and Ireland. (1861/64) von John Blackwall

Der World Spider Catalog listet für die Plattbauchspinnen 161 Gattungen und 2546 Arten einschließlich Unterarten. Damit bilden sie die siebtgrößte Spinnenfamilie.

### Beschreibungsgeschichte
Die Familie der Plattbauchspinnen erfuhr mehrfach Umstellungen und Umbenennungen. Außerdem wurden vermehrt Gattungen und Unterfamilien in andere Familien ausgegliedert, darunter in die der Sackspinnen (Clubionidae), die der Rindensackspinnen (Corinnidae) und die der Ameisensackspinnen (Phrurolithidae). Vermehrt wurden auch einzelne Taxa in die Familie der Glattbauchspinnen eingegliedert und welche zu Unterfamilien gemacht, die einst mal als eigenständige Familien der Ordnung der Webspinnen angesehen wurden.

#### Beschreibungsgeschichte der Prodidomidae
Erstmals wurde 1833 von Carl Jakob Sundevall eine Familie der Drassidae erstbeschrieben, die heute als Synonym der 1898 von Reginald Innes Pocock erstbeschriebenen Familie der Plattbauchspinnen gilt. Die 1884 von Eugène Simon erstbeschriebene und zwischenzeitlich runtergestufte Familie der Prodidomidae einschließlich der Unterfamilien der Prodidominae, der Molycriinae und der Anagraphidinae wurde 1990 von Norman Ira Platnick vorerst revalidiert, schon 2006 wurde die Unterfamilie der Anagraphidinae unter Barbara C. Baehr und Platnick zu den Glattbauchspinnen umgegliedert. 2018 wurde dann die gesamte Familie der Prodidomidae von Guilherme H. F. Azevedo, Charles Edward Griswold und Adalberto José dos Santos aufgelöst und die übrigen Unterfamilien ebenfalls der Familie der Plattbauchspinnen unterstellt.

#### Umstrittene und ungeklärte Zugehörigkeit verschiedener Taxa
Die taxonomische Zugehörigkeit der Gattung der Schillerspinnen (Micaria), der monotypischen Art Nauhea tapa und der Gattung Verita zur Familie der Plattbauchspinnen sind heute umstritten. Außerdem sind einige Gattungen der Familie mangels ausreichender Kenntnisse keiner  Unterfamilie sicher zuordenbar.

### Gattungen der Familie
Folgende Gattungen zählen zu der Familie der Plattbauchspinnen:
- Allomicythus Ono, 2009
- Allozelotes Yin & Peng, 1998
- Almafuerte Grismado & Carrión, 2017
- Amazoromus Brescovit & Höfer, 1994
- Amusia Tullgren, 1910
- Anagraphis Simon, 1893
- Anagrina Berland, 1920
- Aneplasa Tucker, 1923
- Anzacia Dalmas, 1919
- Aphantaulax Simon, 1878
- Apodrassodes Vellard, 1924
- Apodrassus Chamberlin, 1916
- Apopyllus Platnick & Shadab, 1984
- Aracus Thorell, 1887
- Arauchemus Ott & Brescovit, 2012
- Asemesthes Simon, 1887
- Asiabadus Roewer, 1961
- Australoechemus Schmidt & Piepho, 1994
- Austrodomus Lawrence, 1947
- Benoitodes Platnick, 1993
- Berinda Roewer, 1928
- Steppenplattbauchspinnen (Berlandina Dalmas, 1922)
- Brasilomma Brescovit, Ferreira & Rheims, 2012
- Cabanadrassus Mello-Leitão, 1941
- Ameisendiebe (Callilepis Westring, 1874)
  - Gewöhnlicher Ameisendieb (C. nocturna (Linnaeus, 1758))
  - Bunter Ameisendieb (C. schuszteri (Herman, 1879))
- Callipelis Zamani & Marusik, 2017
- Camillina Berland, 1919
- Canariognapha Wunderlich, 2011
- Caudalia Alayón, 1980
- Ceryerda Simon, 1909
- Cesonia Simon, 1893
- Chatzakia Lissner & Bosmans, 2016
- Chileomma Platnick, Shadab & Sorkin, 2005
- Chileuma Platnick, Shadab & Sorkin, 2005
- Chilongius Platnick, Shadab & Sorkin, 2005
- Civizelotes Senglet, 2012
- Cladothela Kishida, 1928
- Coillina Yin & Peng, 1998
- Coreodrassus Paik, 1984
- Cryptodrassus Miller, 1943
- Cryptoerithus Rainbow, 1915
- Cubanopyllus Alayón & Platnick, 1993
- Diaphractus Purcell, 1907
- Steinplattenspinnen (Drassodes Westring, 1851)
  - Gewöhnliche Steinplattenspinne (D. lapidosus (Walckenaer, 1802))
- Falsche Steinplattenspinnen (Drassodex Murphy, 2007)
- Kammbeine (Drassyllus Chamberlin, 1922)
- Echemella Strand, 1906
- Echemographis Caporiacco, 1955
- Echemoides Mello-Leitão, 1938
- Falsche Mausspinnen (Echemus Simon, 1878)
- Eilica Keyserling, 1891
- Eleleis Simon, 1893
- Encoptarthria Main, 1954
- Epicharitus Rainbow, 1916
- Fedotovia Charitonov, 1946
- Gertschosa Platnick & Shadab, 1981
- Eigentliche Plattbauchspinnen (Gnaphosa Latreille, 1804)
  - Zweifarbige Plattbauchspinne (G. bicolor (Hahn, 1833))
  - Nachtplattbauchspinne (G. lucifuga (Walckenaer, 1802))
  - Große Alpenplattbauchspinne (G. muscorum (L. Koch, 1866))
  - Kleine Plattbauchspinne (G. opaca Herman, 1879)
- Nachtjäger (Haplodrassus Chamberlin, 1922)
- Herpyllus Hentz, 1832
- Heser Tuneva, 2004
- Hitobia Kamura, 1992
- Homoeothele Simon, 1908
- Hongkongia Song & Zhu, 1998
- Hypodrassodes Dalmas, 1919
- Ibala Fitzpatrick, 2009
- Intruda Forster, 1979
- Iranotricha Zamani & Marusik, 2018
- Kaitawa Forster, 1979
- Katumbea Cooke, 1964
- Falsche Ameisenläufer (Kishidaia Yaginuma, 1960)
- Ladissa Simon, 1907
- Laronius Platnick & Deeleman-Reinhold, 2001
- Lasophorus Chatzaki, 2018
- Latonigena Simon, 1893
- Leptodrassex Murphy, 2007
- Leptodrassus Simon, 1878
- Leptopilos Levy, 2009
- Litopyllus Chamberlin, 1922
- Lygromma Simon, 1893
- Lygrommatoides Strand, 1918
- Macarophaeus Wunderlich, 2011
- Marinarozelotes Ponomarev, 2020[11]
- Marjanus Chatzaki, 2018
- Matua Forster, 1979
- Megamyrmaekion Reuss, 1834
- Schillerspinnen (Micaria Westring, 1851)
  - Rote Schillerspinne (M. fulgens (Walckenaer, 1802))
  - Gewöhnliche Schillerspinne (M. pulicaria (Sundevall, 1831))
- Microdrassus Dalmas, 1919
- Microsa Platnick & Shadab, 1977
- Micythus Thorell, 1897
- Minosia Dalmas, 1921
- Minosiella Dalmas, 1921
- Molycria Simon, 1887
- Montebello Hogg, 1914
- Moreno Mello-Leitão, 1940
- Myandra Simon, 1887
- Namundra Platnick & Bird, 2007
- Nauhea Forster, 1979
- Neodrassex Ott, 2012
- Neozimiris Simon, 1903
- Nodocion Chamberlin, 1922
- Nomindra Platnick & Baehr, 2006
- Nomisia Dalmas, 1921
- Nopyllus Ott, 2014
- Notiodrassus Bryant, 1935
- Odontodrassus Jézéquel, 1965
- Oltacloea Mello-Leitão, 1940
- Orodrassus Chamberlin, 1922
- Parabonna Mello-Leitão, 1947
- Paracymbiomma Rodrigues, Cizauskas & Rheims, 2018
- Parasyrisca Schenkel, 1963
- Spione (Phaeocedus Simon, 1893)
- Plutonodomus Cooke, 1964
- Ameisenläufer (Poecilochroa Westring, 1874)
- Prodida Dalmas, 1919
- Prodidomus Hentz, 1847
- Pseudodrassus Caporiacco, 1935
- Pterotricha Kulczyński, 1903
- Pterotrichina Dalmas, 1921
- Purcelliana Cooke, 1964
- Sanitubius Kamura, 2001
- Scopoides Platnick, 1989
- Scotocesonia Caporiacco, 1947
- Scotognapha Dalmas, 1920
- Mausspinnen (Scotophaeus Simon, 1893)
  - Kleine Mausspinne (S. blackwalli (Thorell, 1871))
  - Vierpunkt-Mausspinne (S. quadripunctatus (Linnaeus, 1758))
  - Gefleckte Mausspinne (S. scutulatus (L. Koch, 1866))
- Sergiolus Simon, 1892
- Sernokorba Kamura, 1992
- Setaphis Simon, 1893
- Shaitan Kovblyuk, Kastrygina & Marusik, 2013
- Shiragaia Paik, 1992
- Sidydrassus Esyunin & Tuneva, 2002
- Smionia Dalmas, 1920
- Wandschleicher (Sosticus Chamberlin, 1922)
- Symphanodes Rainbow, 1916
- Synaphosus Platnick & Shadab, 1980
- Talanites Simon, 1893
- Talanitoides Levy, 2009
- Theuma Simon, 1893
- Theumella Strand, 1906
- Titus O. Pickard-Cambridge, 1901
- Tivodrassus Chamberlin & Ivie, 1936
- Stiefelspinnen (Trachyzelotes Lohmander, 1944) (monotypisch)
  - Gewöhnliche Stiefelspinne (T. pedestris (C. L. Koch, 1837))
- Trephopoda Tucker, 1923
- Trichothyse Tucker, 1923
- Tricongius Simon, 1893
- Turkozelotes Kovblyuk & Seyyar, 2009
- Hausplattbauchspinnen (Urozelotes Mello-Leitão, 1938)
- Verita Ramírez & Grismado, 2016
- Wesmaldra Platnick & Baehr, 2006
- Wydundra Platnick & Baehr, 2006
- Xerophaeus Purcell, 1907
- Xizangia Song, Zhu & Zhang, 2004
- Zelanda Özdikmen, 2009
- Zelominor Snazell & Murphy, 1997
- Schwarzspinnen (Zelotes Gistel, 1848)
  - Latreilles Schwarzspinne (Z. latreillei (Simon, 1878))
  - Stachel-Schwarzspinne (Z. longipes (L. Koch, 1866))
  - Offenland-Schwarzspinne (Z. petrensis (C. L. Koch, 1839))
  - Gewöhnliche Schwarzspinne (Z. subterraneus (C. L. Koch, 1833))
- Zelotibia Russell-Smith & Murphy, 2005
- Zelowan Murphy & Russell-Smith, 2010
- Zimirina Dalmas, 1919
- Langwarzspinnen (Zimiris Simon, 1882)
- Zimiromus Banks, 1914

#### Nicht mehr anerkannte Gattungen
Zwei Gattungen innerhalb der Familie der Plattbauchspinnen gelten heute als Nomina dubia. Bei diesen Gattungen handelt es sich um folgende:
- Melicymnis Simon, 1885
- Theumella Strand, 1906

#### Nie anerkannte Gattungen
Abgesehen von den zwei nicht mehr gültigen Gattungen   und   existieren drei weitere, die nach ihrer Erstbeschreibung nie anerkannt wurden und somit als Nomina nuda gelten. Diese Gattungen sind:
- Iyoa Brignoli, 1983
- Joshidaia Brignoli, 1983
- Oenosomum Brignoli, 1983